# 最低有效位

无符号数149的二进制形式，蓝色为最低有效位，lsb为1

最低有效位（英語：Least Significant Bit，lsb）是指一个二进制数字中的第0位（即最低位），权值为2^0，可以用它来检测数的奇偶性。与之相反的称之为最高有效位。在大端序中，lsb指最右边的位。
最低有效位代表二进制数中的最小的单位，可以用来指示数字很小的变化。
LSB（全大写）有时也指，指多位元組序列中最小權重的位元組。